# Goffredo di Amiens
Goffredo di Amiens (Moulincourt, 1066 – Soissons, 8 novembre 1115) fu abate benedettino e vescovo di Amiens; è venerato come santo dalla Chiesa cattolica.

## Biografia
Goffredo nacque nel 1066 a Moulincourt, diocesi di Soissons e il suo nome deriva da "Gottifredo", che ha come significato "pace di Dio", che lui utilizzerà durante la sua vita mediante le sue opere. Era il terzo figlio di una famiglia nobile. Fin da quando ebbe l'età di cinque anni, suo zio, il vescovo di Soissons, affidò la sua educazione all'abate di Mont Saint Quentin, un monastero vicino Péronne, dove Goffredo divenne monaco cistercense.
Nel 1091 fu ordinato sacerdote dal vescovo di Noyon e poi divenne abate del monastero di Nogent, che era in decadenza. Goffredo si impegnò molto nell'opera di restauro materiale e morale della stessa abbazia, tanto che l'arcivescovo di Reims avrebbe voluto affidargli la più importante abbazia di Saint-Rémi. Ma egli rifiutò dicendo: «Dio mi proibisce di abbandonare una sposa in povertà, preferendone una ricca!»
Nel 1104 per i suoi meriti fu acclamato vescovo di Amiens dal popolo, dai nobili e dal re. Volle prendere possesso della diocesi molto umilmente, senza sfarzo, entrando in città in abiti da pellegrino. Spesso distribuiva i cibi della sua mensa a poveri ed ammalati. Richiamava i nobili alla povertà, invitandoli a partecipare alla messa con abiti meno sfarzosi. Combatté la simonia e le frequenti infrazioni al celibato dei suoi preti. Una donna che conviveva con un sacerdote tentò inutilmente di avvelenarlo, ma il veleno uccise il cane.
Fu sempre molto vicino al popolo e alle sue richieste di libertà, quando i cittadini di Amiens tentarono di istituire un libero Comune, Goffredo li appoggiò.
Dopo il fallimento di questo tentativo, Goffredo fu malvisto dai feudatari, decise perciò di lasciare il vescovato per entrare nei certosini. Quindi partì per incontrare l'arcivescovo suo superiore appena fuori da Amiens e durante un pellegrinaggio presso la chiesa dei santi calzolai Crispino e Crispiniano, per strada si ammalò. Si rifugiò quindi nell'abbazia di Saint Crépin de Soissons, dove morì l'8 novembre 1115 e vi fu sepolto.

## Culto
Il Martirologio romano fissa la memoria liturgica l'8 novembre.